# دلو الفحم
دلو الفحم هو وعاء يشبه الدلو يستخدم لحمل كمية صغيرة أو متوسطة من الفحم مناسبة لموقد أو سخان داخلي يعمل بالفحم.